# Éperonnier napoléon
Polyplectron napoleonis
 (mai 2013).
Espèce
Synonymes
- Polyplectron emphanum Temminck, 1831

Statut de conservation UICN

 VU A2cd+3cd+4cd : Vulnérable
Statut CITES
L'Éperonnier napoléon (Polyplectron napoleonis) est une espèce d'oiseaux de la famille des Phasianidés. Ce faisan d'environ 50 cm est endémique des forêts pluviales de Palawan, aux Philippines.

## Dénomination
Jusque 1925, la dénomination de cet éperonnier était Polyplectron nehrkornae Blasius[Lequel ?], 1891. Un autre nom avait été donné précédemment à des oiseaux semblables par Lesson (1831) dans son traité ornithologique, Polyplectron napoleonis, et par Temminck (1831) dans son nouveau recueil de planches coloriées, Polyplectron emphanum. Il est important de préciser que ce recueil de planches en couleur, accompagné des descriptions des oiseaux, avait été publié en 102 livraisons de 1820 à 1839. Les seules différences entre les spécimens décrits résidaient dans l’importance des sourcils blancs, étroits chez nehrkornae, larges et se rejoignant sur la nuque pour napoleonis et emphanum. La dénomination donnée par Blasius, nehrkornae, était basée sur sept spécimens capturés à Palawan par Tweedale, en 1878, que Blasius avait jugés différents de ceux connus jusque lors, décrits par Lesson et Temminck. Bien que d’autres auteurs aient cru, dès 1894, que tous ces spécimens ne représentaient que des variations individuelles dans une même espèce, il fallut attendre 1925 pour que Lowe propose une synonymie sous le nom de Polyplectron emphanum, nom
largement utilisé par la suite.
En 2000, Dickinson (2001) a découvert que la planche de Temminck, comprenant l’illustration et le texte concernant cet éperonnier, n’avait pas été publiée en mai 1831 mais en décembre 1832, c’est-à-dire après la description faite par Lesson. Il a donc été proposé de changer une nouvelle fois le nom scientifique de l’éperonnier Napoléon pour respecter le principe d’antériorité et de revenir à la dénomination de Polyplectron napoleonis (Lesson, 1831).

## Description
Adulte, l'éperonnier Napoléon a une longueur de la tête à la queue variant entre 40 et 50 cm. Le mâle a un plumage noir et bleu et une queue grise aux ocelles bleues iridescentes ; la femelle a un plumage gris.

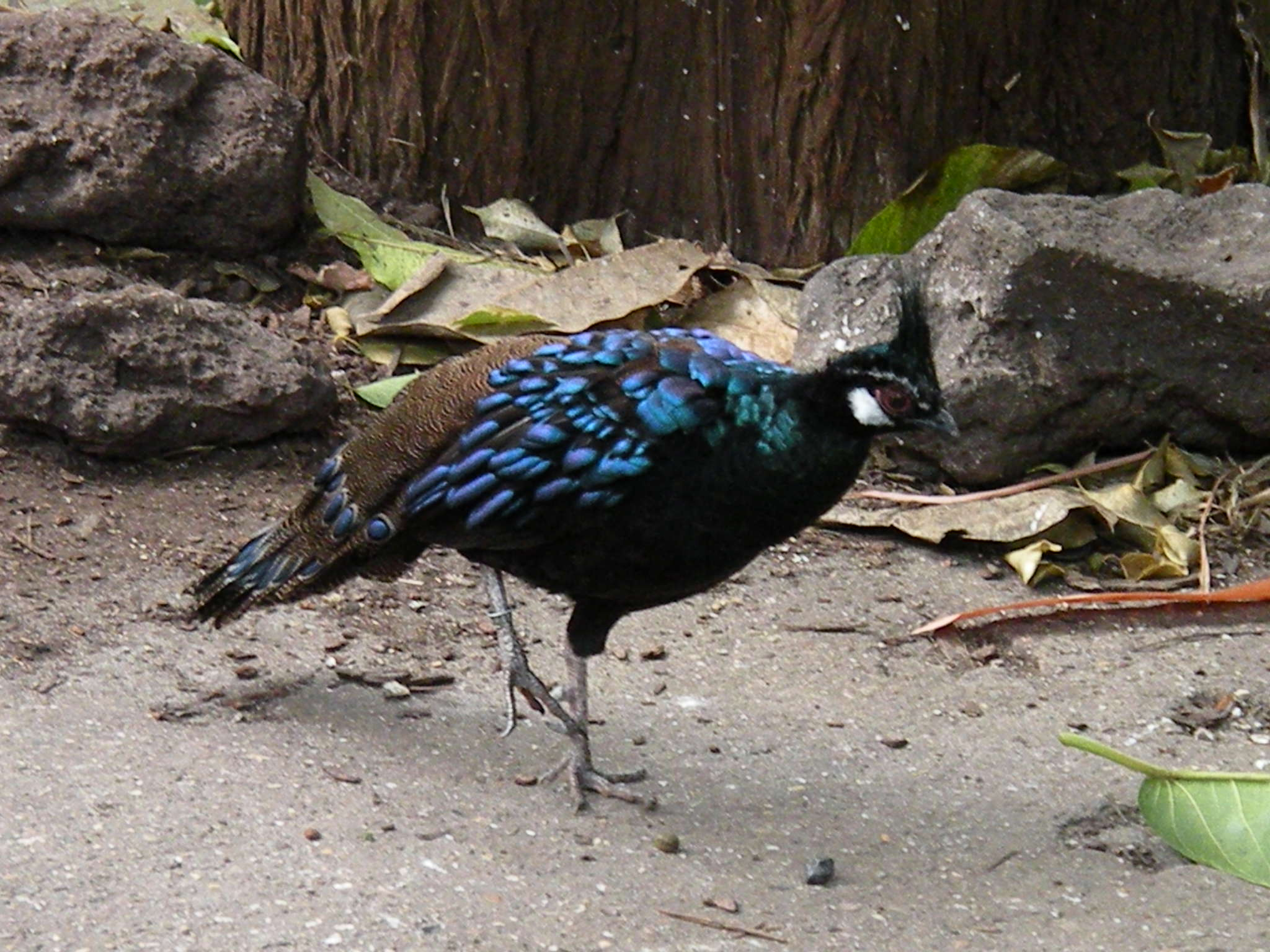
Mâle
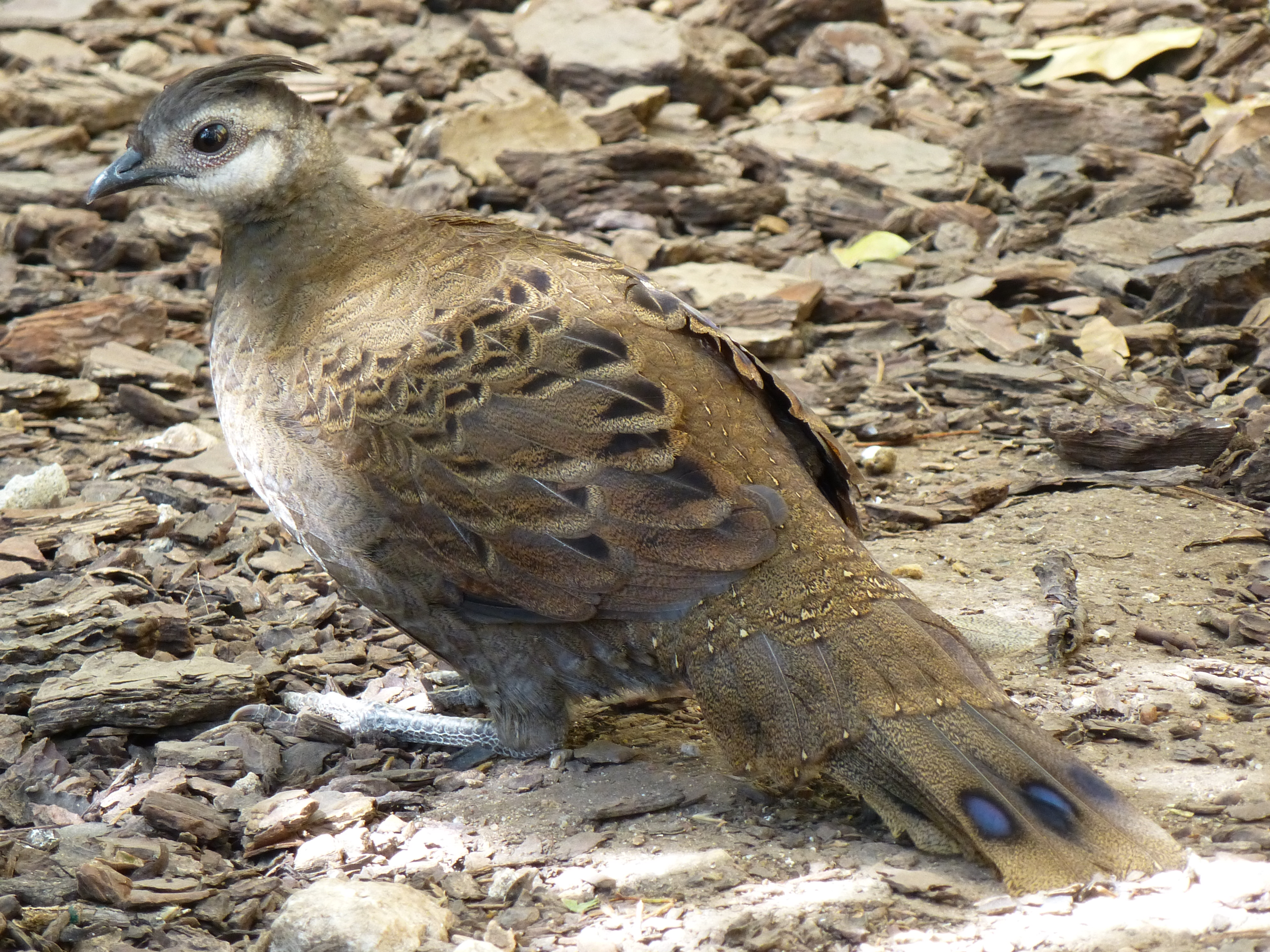
Femelle, zoo de Lisbonne, Portugal

## Distribution

### Localité géographique
Endémique à l’île Palawan, Philippines. Du sud de l’île, le long des montagnes centrales, au nord, jusqu’à la région de Danlig. Montagnes centrales jusqu’à 800 m d’altitude avec une distribution plus ou moins continue vers le nord. Foret humide côtière de l'île de Palawan.

### Habitat
L’éperonnier Napoléon est traditionnellement considéré comme confiné dans la forêt côtière de basse altitude. Cependant, en raison d’importantes coupes de ces forêts, surtout sur la côte est, il s’est réfugié à la limite de ces forêts transformées jusqu’à 600 m d’altitude et même jusque 1300- 1500m (Hennache & Ottaviani 2006). Selon Madge & McGowan (2002), il occuperait maintenant surtout les versants boisés, ne tolérant plus les forêts coupées.

## Alimentation
Aucune donnée concernant des oiseaux sauvages. Polyplectron napoleonis se nourrit de graines, noix, racines, feuilles et insectes.

## Comportement social et non social

### Comportement non social
Rien n’est connu en dehors des observations faites en captivité. Comme la plupart des autres éperonniers, cette espèce est très farouche, fuyant au moindre dérangement pour se réfugier dans d’épais taillis. Sa présence est essentiellement détectée par les cris du mâle en saison de reproduction (Hennache & Ottaviani 2006).

### Comportement social
Inconnu à l’état sauvage. Certains auteurs pensent qu’il est monogame, probablement à partir d’observations faites en captivité, mais rien ne permet de confirmer cette hypothèse. La présence de places de parade nuptiale, comme chez les argus et l’éperonnier malais, le fait qu’en captivité seule la femelle s’occupe des jeunes et que le mâle soit parfois très agressif envers sa compagne nous permet de penser que cette monogamie n’est certainement pas très stricte (Hennache & Ottaviani 2006).

## Reproduction

### Parade nuptiale
En parade nuptiale, le mâle se pavane autour de la femelle en gonflant les plumes du manteau et en redressant la huppe tout en émettant des gazouillis aigus et des sons grinçants. Puis il se fige en face d’elle, penche fortement la tête vers le bas tout en projetant la huppe en avant, pratiquement dans l’alignement du bec. Dans cette posture fortement penchée en avant, il écarte les ailes tout en gonflant les plumes du cou, du manteau et des ailes et déploie amplement la queue en éventail, parfois à plat mais le plus souvent, relevée. Ainsi paré, il saisit du bec un fragment de nourriture et le dépose devant sa partenaire. Si elle le prend, il saute brusquement et se dresse sur ses pattes en adoptant une position latérale spectaculaire avec le corps curieusement aplati. Dans cette attitude, il exhibe sa queue complètement déployée en éventail et ressemblant alors à un disque, son dos perlé et ses ailes iridescentes amplement écartées. La tête, partiellement cachée dans le manteau, laisse apparaître la huppe en avant ainsi que l’œil cerclé de rouge et violemment souligné de noir et de blanc. Il peut parader indifféremment en exposant son côté gauche, l’aile gauche étant alors plus basse que la droite et vice-versa. Au paroxysme de la parade, il lance un doux gloussement qui précède habituellement l’accouplement (Hennache & Ottaviani 2006).

### Nidification
Aucun nid n’a jamais été trouvé in situ. Les seules observations sont celles faites en captivité. La femelle pond 1 à 2 œufs par ponte qu'elle couve entre 18 et 20 jours.

## Statut de conservationIUCN
L’espèce est considérée comme « vulnérable » par Fuller & Garson (2000), Madge & McGowan (2002), Birdlife International (2004). En raison de son aire relictuelle très limitée et fragmentée, de la poursuite de la déforestation et des captures, l’effectif a été estimé à moins de 10 000 oiseaux par Fuller & Garson (2000). Les observations et les comptages de terrain (jusque 34 mâles/km²) suggèrent une population totale limitée à quelques milliers
d’individus (Madge & McGowan 2002).

## Galerie

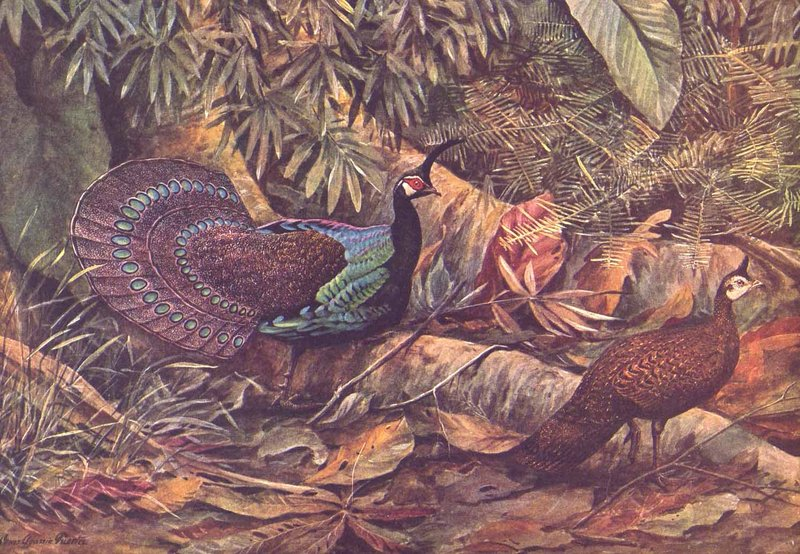
Couple. Planche datant de 1918–1922
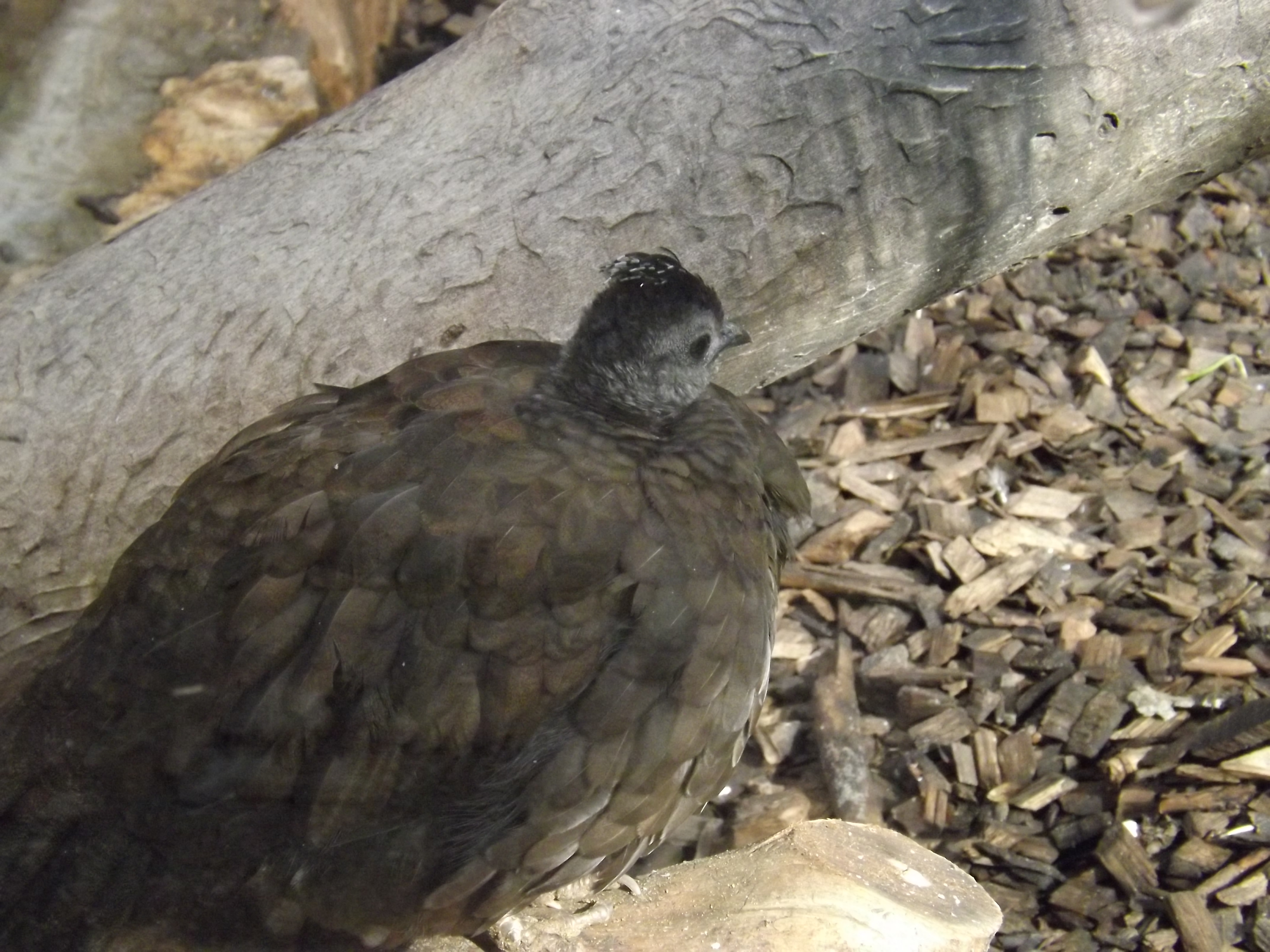
Femelle
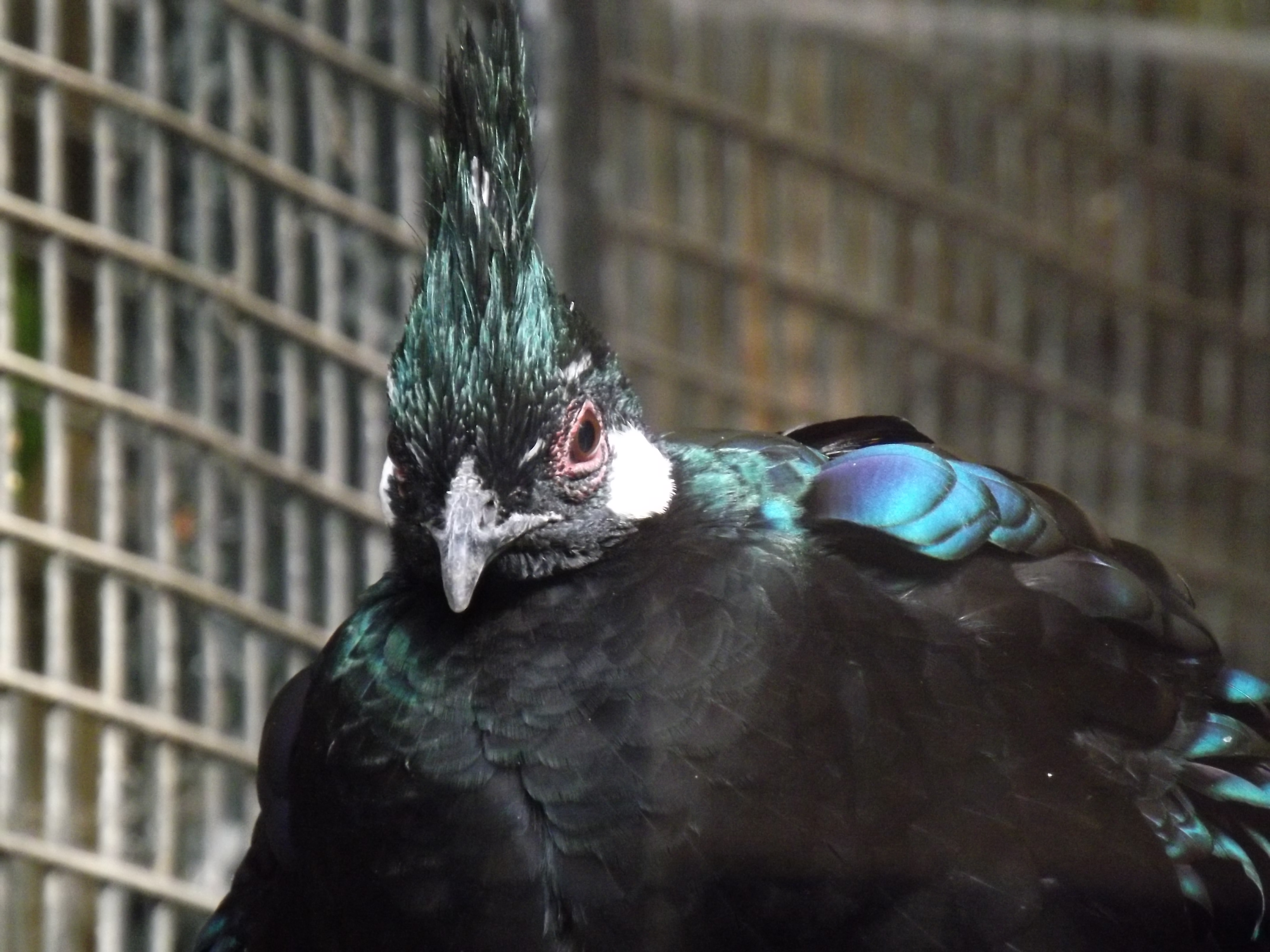
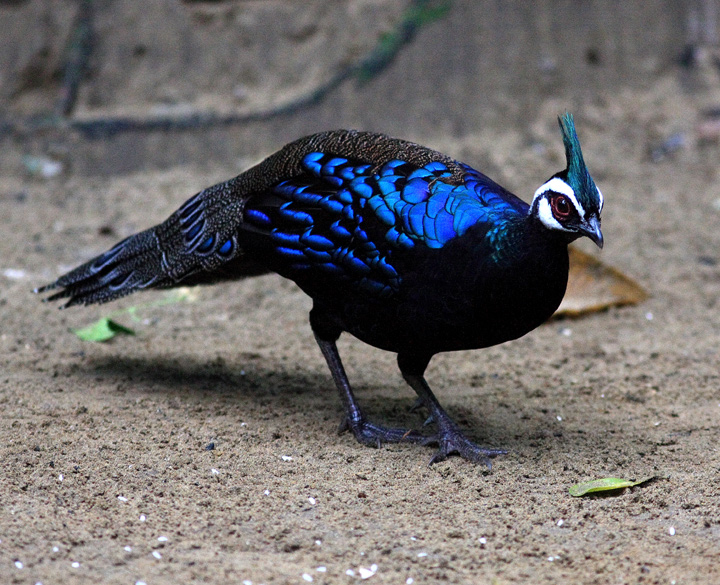
Mâle
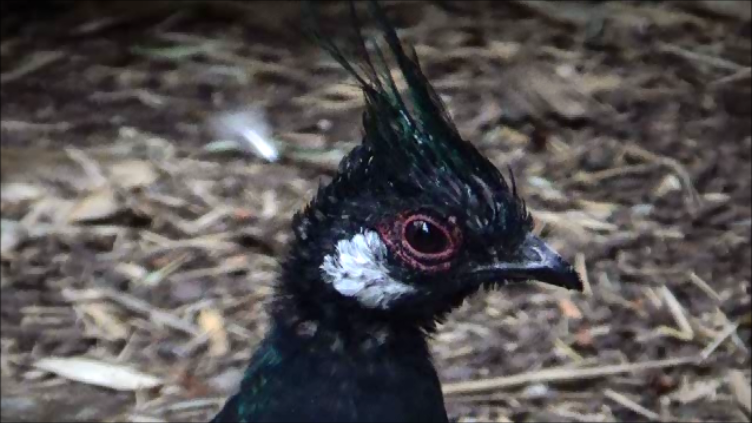
Gros plan sur la tête d'un mâle, ménagerie du jardin des plantes de Paris/France
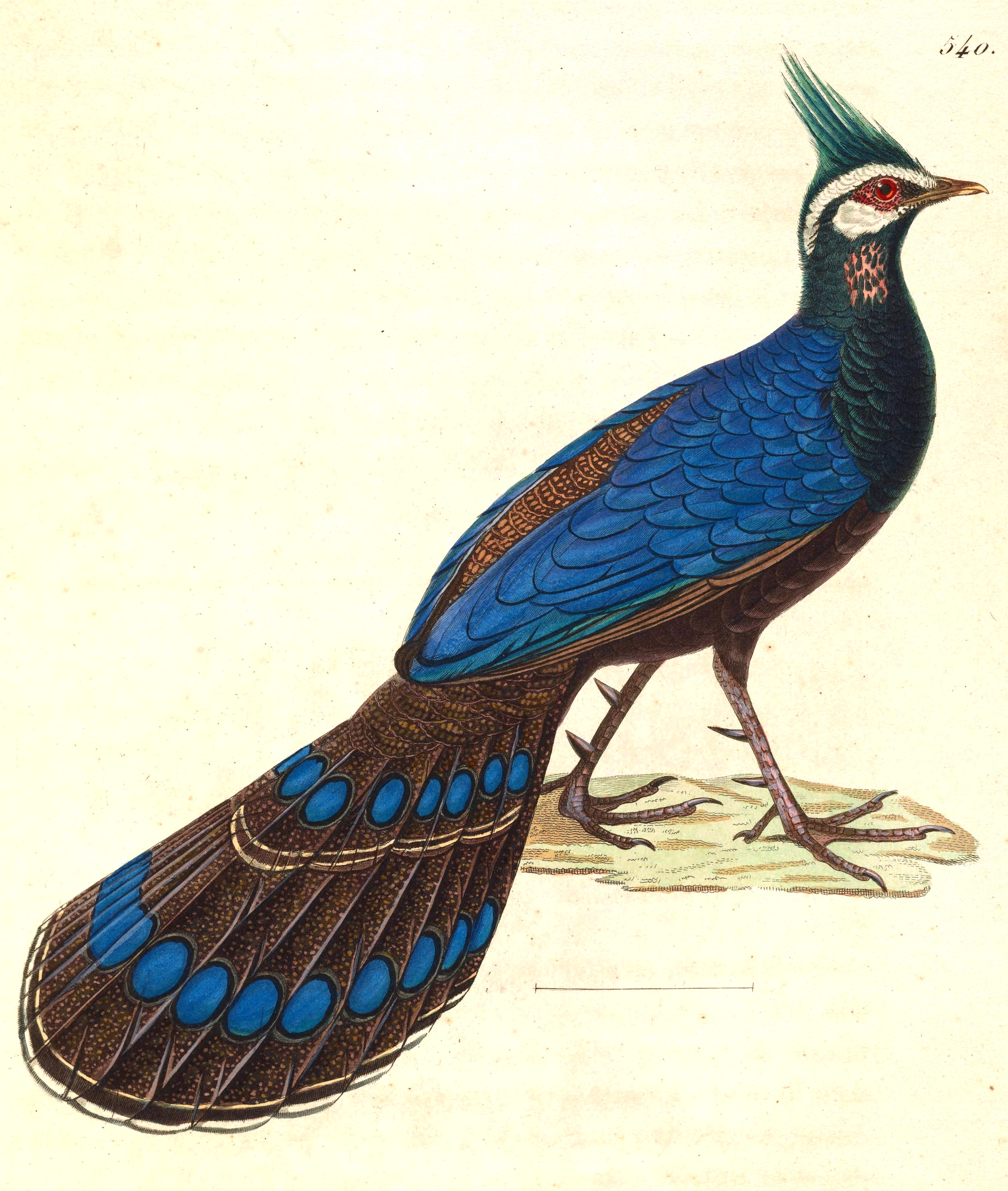
Dessin de 1838.
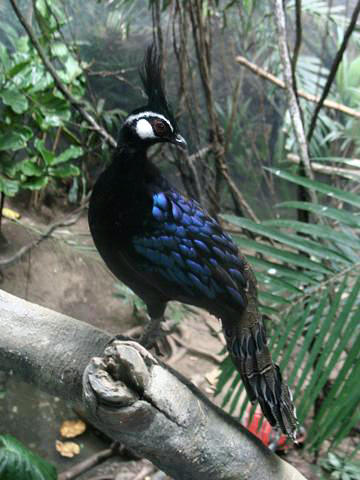
Mâle
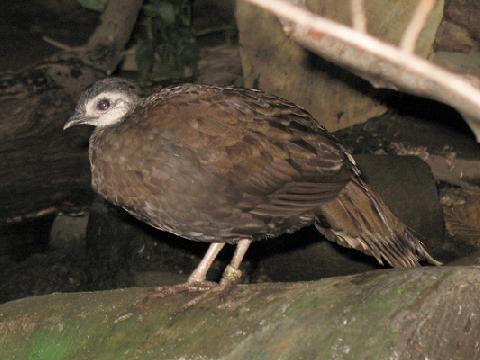
Femelle